# Lamar Hunt U.S. Open Cup de 2005
A Lamar Hunt U.S. Open Cup de 2005 foi a 92ª temporada da competição futebolística mais antiga dos Estados Unidos. Kansas City Wizards entra na competição defendendo o título.
O campeão da competição foi o Los Angeles Galaxy, conquistando seu segundo título, e o vice campeão foi o FC Dallas.

## Participantes
| Entram na Primeira e Segunda Fase | Entram na Primeira e Segunda Fase | Entram na Primeira e Segunda Fase | Entram na Terceira e Quarta Fase |
| USASA 8 Times | PDL 7 Times | USL First/USL Second 8 Times/6 Times | MLS 12 Times |
| USASA - A.A.C. Eagles - Azzurri FC - Baltimore Colts F.C. - Dallas Roma FC - Greek American AA - Reggae Boyz - Salinas Valley Samba - Sonoma County Sol | PDL - Cascade Surge - Chicago Fire Premier - Des Moines Menace - El Paso Patriots - Ocean City Barons - Orange County Blue Star - Richmond Kickers Future | USL First Division - Atlanta Silverbacks - Charleston Battery - Minnesota Thunder - Portland Timbers - Richmond Kickers - Rochester Raging Rhinos - Seattle Sounders - Virginia Beach Mariners USL Second Division - Charlotte Eagles - Cincinnati Kings - Long Island Rough Riders - Pittsburgh Riverhounds - Western Mass Pioneers - Wilmington Hammerheads | - Chicago Fire - C.D. Chivas USA - Colorado Rapids - Columbus Crew - D.C. United - FC Dallas - Kansas City Wizards - Los Angeles Galaxy - New England Revolution - New York MetroStars - Real Salt Lake - San Jose Earthquakes |

## Premiação
| Lamar Hunt U.S. Open Cup de 2005       |
| -------------------------------------- |
| LOS ANGELES GALAXY Campeão (2º título) |